# Plectroglyphidodon
Plectroglyphidodon es un género de peces de la familia Pomacentridae en el orden de los Perciformes.

## Especies
Las especies de este género son:
- Plectroglyphidodon dickii (Liénard, 1839)
- Plectroglyphidodon flaviventris (Allen & Randall, 1974)
- Plectroglyphidodon imparipennis (Vaillant & Sauvage, 1875)
- Plectroglyphidodon johnstonianus (Fowler & Ball, 1924)
- Plectroglyphidodon lacrymatus (Quoy & Gaimard, 1825)
- Plectroglyphidodon leucozonus (Bleeker, 1859)
- Plectroglyphidodon phoenixensis (Schultz, 1943)
- Plectroglyphidodon randalli (Allen, 1991)
- Plectroglyphidodon sagmarius (Randall & Earle, 1999)
- Plectroglyphidodon sindonis (Jordan & Evermann, 1903)